# Liste der Baudenkmäler in Verl
Die Liste der Baudenkmäler in Verl enthält die denkmalgeschützten Bauwerke auf dem Gebiet der Stadt Verl im Kreis Gütersloh in Nordrhein-Westfalen (Stand: Juni 2021). Diese Baudenkmäler sind in der Denkmalliste der Stadt Verl eingetragen; Grundlage für die Aufnahme ist das Denkmalschutzgesetz Nordrhein-Westfalen (DSchG NRW).

| Bild                                    | Bezeichnung                                  | Lage                                                   | Beschreibung | Bauzeit                                                                 | Eingetragen seit  | Denkmal- nummer |
| --------------------------------------- | -------------------------------------------- | ------------------------------------------------------ | --- | ----------------------------------------------------------------------- | ----------------- | --------------- |
| Kirchringbebauung                       | Kirchringbebauung                            | Verl Kirchplatz 3, Kirchplatz 4, Sender Straße 8 Karte | Kirchring beinhaltet das Heimathaus Verl (Sender Straße 8) und die Schnapsfabrik Heinrich Schroeder KG (Kirchplatz 4). | Heinrich Schroeder KG: 2. Hälfte des 17. Jahrhunderts; Heimathaus: 1615 | 12. Oktober 1981  | 1               |
| weitere Bilder                          | Katholische Pfarrkirche St. Anna             | Verl Karte                                             | klassizistische Hallenkirche | 1792–1801                                                               | 12. April 1983    | 2               |
| Kötterhaus                              | Kötterhaus                                   | Österwiehe Zum Sennebach 1 Karte                       | Vierständer-Fachwerkgebäude mit Satteldach |                                                                         | 26. März 1984     | 3               |
| weitere Bilder                          | Hof Johannliemke                             | Mühlenstraße 1 Karte                                   | Große, mehrhäusige Hofanlage in einheitlicher Fachwerkbauweise. Zur Anlage gehören ein als Vierständerbau errichtetes Haupthaus mit Sattelbach, ein Fachwerk-Backspeicher, ein Schafstall als Vierständerhaus mit je zwei großen Toren an den Giebelseiten, Schweinestall, Scheune und Hühnerstall sowie eine Prozessionskapelle aus geschlämmtem Backstein. | 12. Jahrhundert, 1822 wiedererrichtet                                   | 21. August 1984   | 4               |
| BW                                      | Hofanlage                                    | Sende Kamermühle 150 Karte                             | Hofhaus, Altenteiler, Schafscheune und Speicher |                                                                         | 6. November 1984  | 5               |
| BW                                      | Hofhaus                                      | Forellenweg 92 Karte                                   | Zweiständerbau mit Satteldach | 19. Jahrhundert                                                         | 22. Januar 1985   | 6               |
| Café Klüter                             | Café Klüter                                  | Verl Bürmannstraße 10 Karte                            | Ehemaliges Heuerlingshaus in Fachwerkbauweise, das zu einem Café ausgebaut wurde. | 1742                                                                    | 13. Mai 1986      | 7               |
| Hofhaus „Bürmannscher Hof“              | Hofhaus „Bürmannscher Hof“                   | Verl Kirchplatz 5 Karte                                | Zweiständerbau mit Ziegelausfachung und Satteldach | 1698                                                                    | 1. Oktober 1986   | 8               |
| Landhotel „Altdeutsche“                 | Landhotel „Altdeutsche“                      | Verl Sender Straße 23 Karte                            | In diesem historischen Fachwerkgebäude wird seit 1882 die Gaststätte „Altdeutsche“ betrieben. Das Gebäude wurde seitdem immer wieder umfassend renoviert und erweitert. | 1800                                                                    | 23. Januar 1987   | 9               |
| Mühle auf der Hofanlage Mühlgrund       | Mühle auf der Hofanlage Mühlgrund            | Am Ölbach 294 Karte                                    | Fachwerkbau auf Natursteinsockel mit Satteldach. Das Mühlengebäude befindet sich direkt neben dem Ölbach, welcher bis heute ein mittelschächtiges Wasserrad antreibt. In der Regel dient das Rad dazu, einen kleinen elektrischen Generator anzutreiben, doch gelegentlich wird es zu Schauzwecken an das ursprüngliche Mahlwerk angeschlossen. Die Mühle enthält zudem ein Café. | 1823                                                                    | 2. Juni 1987      | 10              |
| Bildstock                               | Bildstock                                    | Am Ölbach 7 Karte                                      | Sandsteinsockel mit Profilierung und verwitterter Inschrifttafel. Der scharnierte, mit einer Nische versehene Rundbogenaufsatz ist im oberen Abschluss volutenartig gearbeitet. Der Bildstock stand ursprünglich an der Bielefelder Straße und soll dort als Opferstock gedient haben. | bez. 1774                                                               | 18. Dezember 1987 | 11              |
| BW                                      | Bildstock                                    | Baumweg 32 Karte                                       | Sehr gut erhaltene barocke Sandsteinstele mit seitlichem Schachbrettrelief sowie einer Inschrift auf der Vorderseite bei fehlender Deckplatte. Der mit einer Nische versehene Rundbogenaufsatz enthält auf der Rückseite ein Kreuzrelief. Unterhalb des Bogenscheitelpunktes befinden sich seitlich zwei Wülste. Die Figur wurde ersetzt. Dieser Bildstocktypus findet sich sowohl in Verl als auch im benachbarten Schloß Holte-Stukenbrock. | bez. 1773                                                               | 18. Dezember 1987 | 12              |
| Bildstock                               | Bildstock                                    | Kaunitz Breedeweg Karte                                | Schlichte Sandsteinstele, in dieser Formgebung der einzige Vertreter ihrer Art im Stadtgebiet. Der Bildstock hat einen runden oberen Abschluss sowie eine Rundbogennische mit nicht mehr originaler Vergitterung und Kruzifix im Inneren. Unterhalb der Nische befindet sich eine Inschrift mit Jahresangabe. | bez. 1823                                                               | 18. Dezember 1987 | 13              |
| Bildstock                               | Bildstock                                    | Grünstraße Karte                                       | Scharrierter Sandsteinquader unter zwei Ebereschen mit Jahresangabe im oberen Drittel. Der Aufsatz ist hausförmig mit Abschluss als Satteldach. Ein ähnlicher Bildstock mit der Denkmalnummer 15 befindet sich in Sichtweite. Der Bildstock befand sich ursprünglich direkt an der Grünstraße, wurde aber aufgrund des Ausbaus der Straße neu aufgestellt. | bez. 1861                                                               | 18. Dezember 1987 | 14              |
| Bildstock                               | Bildstock                                    | Grünstraße / Feldkrug Karte                            | Scharrierte Stele aus Sandstein auf gestufter Basis mit einer profilierten Deckplatte und Inschrift im oberen Drittel. Der Sandsteinaufsatz mit vergitterter Rundbogennische ist hausförmig mit Abschluss als Satteldach. Ein ähnlicher Bildstock mit der Denkmalnummer 14 befindet sich in Sichtweite. | bez. 1856                                                               | 18. Dezember 1987 | 15              |
| Bildstock                               | Bildstock                                    | Gütersloher Straße Karte                               | Im Gebiet häufiger Bildstocktypus aus Sandstein mit Basis, Deckplatte, vergitterter Rundbogennische und Schachbrettrelief. Im Inneren der rund abgeschlossenen Nische befindet sich eine Pietà-Skulptur, das Gitter ist modernen Ursprungs. | bez. 1773                                                               | 18. Dezember 1987 | 16              |
| Bildstock                               | Bildstock                                    | Lönsweg Karte                                          | Dieser qualitätvolle, barocke Bildstock ist in seinen Ausmaßen ungewöhnlich und stellt ein Dokument eines gewissen Wohlstandes der Stifterfamilie dar. Das Objekt besteht aus Sandstein, verfügt über eine große Tiefe sowie über einen gestuften Sockel mit Kartuschen und Inschriften. Der Abschluss besteht aus einer muschelförmigen Nische, Stirnseiten und einer vorderen Wangenpartie mit floralen Reliefs. Der geschweifte Rundbogengiebel in Form eines Tonnendachs enthält ein Putten-Relief. Auf dem Dach befindet sich ein Kruzifix; die moderne Nischenfigur zeigt den heiligen Johannes Nepomuk. Der Bildstock mit der Denkmalnummer 34 steht direkt links neben diesem. | nach 1740                                                               | 18. Dezember 1987 | 17              |
| Bildstock                               | Bildstock                                    | Rolandstraße 84 Karte                                  | Sandsteinpfeilersockel mit Inschrift an der Vorderseite, halbrunden Einkerbungen an den Seiten und Deckplatte. Der Aufsatz hat einen gewölbten, mit drei Kugeln versehenen Abschluss. Die Figur in der Rundbogennische ist nicht mehr original. | 2. Hälfte des 18. Jahrhunderts                                          | 18. Dezember 1987 | 18              |
| Bildstock                               | Bildstock                                    | Schmiedestrang 3 Karte                                 | Wohl im originalen Erhaltungszustand befindlicher, mit Ölfarbe bestrichener, unter Eichen stehender barocker Bildstock aus Sandstein. Der gestufte Sockel enthält eine profilierte Deckplatte. Das Gehäuse in Hochrechteckform besteht aus einem profilierten Gesims und einem halbkreisförmigen Aufsatz. Die vergitterte Nische enthält eine farbig gefasste Pietà-Skulptur aus dem 18. Jahrhundert. | bez. 1776                                                               | 18. Dezember 1987 | 19              |
| BW                                      | Hofkreuz                                     | Huckeweg 48 Karte                                      | Verdachtes Holzkreuz zwischen zwei alten Buchen mit in Ölfarbe bemaltem Korpus in typischer Formgebung des 18. Jahrhunderts. Der Denkmalschutz bezieht sich lediglich auf diesen Korpus. | 18. Jahrhundert                                                         | 18. Dezember 1987 | 20              |
| Hochkreuz der Seppeler-Kapelle          | Hochkreuz der Seppeler-Kapelle               | Schillingsweg Karte                                    | Kunststeinkreuz mit quaderförmigem Sockel und Korpus im Dreinageltypus. Im Sockel befindet sich als Inschrift ein Hinweis auf die Stifterfamilie. | bez. 1918                                                               | 21. Dezember 1987 | 21              |
| Hofkreuz                                | Hofkreuz                                     | Südstraße / Westerwieher Straße Karte                  | An einer Abzweigung stehendes Kreuz mit Inschrift auf einem hohen, gestuften Sockel, der an eine Ädikula erinnert. Der verhältnismäßig kleine Korpus ist im Viernageltypus gestaltet. | ca. 1920/25                                                             | 21. Dezember 1987 | 22              |
| Bildstock                               | Bildstock                                    | Österwiehe Neuenkirchener Straße 39 Karte              | Bildstock im in der Region häufig vorkommenden Ziegeltypus. Das Gehäuse ist mit spitzbogigen Öffnungen versehen, innerhalb der Nische befindet sich eine Pietà-Skulptur aus Gips. Der Sockel enthält eine Inschriftplatte aus Blech, das ebenfalls aus Blech bestehende Kreuzdach ist mit einer Knaufbekrönung versehen. | um 1880/1900                                                            | 21. Dezember 1987 | 23              |
| Hofkreuz                                | Hofkreuz                                     | Lerchenweg Karte                                       | Gestufter Sockel aus Kunststein mit Hinweis auf die Stifterfamilie als Inschrift. Der im Dreinageltypus gestaltete Korpus besteht aus gefasstem Metallguss. | bez. 1914                                                               | 21. Dezember 1987 | 24              |
| Bildstock                               | Bildstock                                    | Elbrachtsweg / Wolfsweg Karte                          | Für den Errichtungszeitraum um das Jahr 1900 im Stadtgebiet typischer Bildstock mit Ziegelgehäuse unter alten Linden im Ortsteil Sürenheide. Das kreuzförmige Dach mit vier Quergiebeln enthält vier knaufförmige Aufsätze und ein Kreuz auf seiner Spitze. Die spitzbogigen Fenster sind gotisch geformt, der Sockel enthält eine Inschriftplatte. | um 1900                                                                 | 21. Dezember 1987 | 25              |
| Bildstock                               | Bildstock                                    | Wapelweg Karte                                         | Landschaftstypischer Ziegelbildstock im Haustypus mit falzziegelgedecktem Satteldach und Nische mit Fenster im Originalzustand, dessen Sprossen durch zwei gekreuzte, ein Herz durchbohrende Schwerter gebildet werden. Auf dem Rahmen findet sich die Inschrift „Ave Maria“, der Sockel enthält eine weitere Inschrift mit Hinweis auf die Stifterfamilie. | Mitte des 19. Jahrhunderts                                              | 21. Dezember 1987 | 26              |
| Bildstock                               | Bildstock                                    | Österwiehe Neuenkirchener Straße 177 Karte             | Landschaftstypische Bildstockform mit jedoch singulären Details im Sockel und in der Dachgestaltung. Der Sockel besteht aus Gußstein mit bossenwerk-gestalteten Quaderecken und einer Inschriftplatte. Das Gehäuse in Ziegelbauweise enthält eine Rundbogenöffnung unter einem blechernen Kreuzdach, das mit einem umlaufenden, tropfenartigen Fries und einem bekrönten, aus einer Knospe aufsteigenden Kreuz versehen ist. Die Heiligenfigur im Inneren entstammt industrieller Produktion. | ca. 1900/10                                                             | 21. Dezember 1987 | 27              |
| BW                                      | Hofkreuz                                     | Rietberger Landstraße Karte                            | Dieses Kreuz im Dreinageltypus steht auf einem gestuften Sandsteinsockel mit Muschelnische und einer Darstellung des auferstandenen Christus. Ähnlich gestaltete Hofkreuze finden sich unter anderem auch in Schloß Holte-Stukenbrock. | bez. 1897                                                               | 21. Dezember 1987 | 28              |
| Bildstock                               | Bildstock                                    | Bükersweg Karte                                        | Bildstock in Putzbauweise mit offener Rundbogennische und Heiligenfigur im Klappaltar. Der Sockel enthält eine Inschrift mit Hinweis auf die Stifterfamilie. | bez. 1881                                                               | 21. Dezember 1987 | 29              |
| Bildstock                               | Bildstock                                    | Tannenstraße 80 Karte                                  | Ziegelbildstock unter alten Buchen und Eichen im Haustypus mit spitzbogiger Nische und einem Maßwerkfenster neugotischen Ursprungs. Der Dachaufsatz besteht aus Holz und verfügt über ein umlaufendes Zahnschnitt-Gesims sowie ein profiliertes Giebelfeld. Die Heiligenfigur im Inneren stammt aus industrieller Produktion. | ca. 1880/90                                                             | 21. Dezember 1987 | 31              |
| Bildstock                               | Bildstock                                    | Lindenstraße 138 Karte                                 | Etwas aufwendiger gestalteter, in der Art im Stadtgebiet sonst nicht vorkommender Bildstock mit Ziegelgehäuse auf einem Sockel. Das Kreuzdach ist mit Ecktürmchen und einem Helm aus Blech sowie einem größeren Helm als Bekrönung versehen. Die Ecken sind strebepfeilerartig betont. Als weiteres dekoratives Element finden sich Zahnschnitt und Wulsteinfassungen aus geschlämmtem Ziegel. Eine Figur im Inneren ist derzeit nicht enthalten. | ca. 1890/1900                                                           | 11. Januar 1988   | 32              |
| Hochkreuz                               | Hochkreuz                                    | Langer Hagen Karte                                     | Hochkreuz mit Korpus im Viernageltypus auf gestuftem Kunststeinsockel mit Inschrift. Das Kreuz befand sich bis 1969 noch an der Lindenstraße. | bez. 1883                                                               | 21. Dezember 1987 | 33              |
| Bildstock                               | Bildstock                                    | Lönsweg Karte                                          | Bildstock aus Sandstein, dessen Sockel mit quaderartigen Eckbetonungen versehen ist. Der Sockel enthält in der Inschrift die Jahresangabe 1706 sowie ein Kreuz mit kleeblattförmigen Endungen und drei Nägeln. Die Deckplatte ist kissenartig gestaltet. Der hausförmige Aufsatz besteht ebenfalls aus scharriertem Sandstein, die Rundbogennische ist mit einer Umschrift versehen. Die originale Figur sowie ein Gitter fehlen. Bei diesem Bildstock handelt es sich um das älteste in der Verler Denkmalliste enthaltene Exemplar. Der Bildstock mit der Denkmalnummer 17 steht direkt rechts neben diesem.                                                                         | bez. 1706                                                               | 21. Dezember 1987 | 34              |
| Bunten Mühle                            | Bunten Mühle                                 | Buntenweg 44 Karte                                     | Zweigeschossiges Fachwerkgebäude mit Satteldach. Das inzwischen nicht mehr in Betrieb befindliche Mahlwerk der am Ölbach gelegenen Wassermühle wird gelegentlich zu Schauzwecken wieder in Betrieb genommen und kann am Deutschen Mühlentag oder nach Absprache besichtigt werden. Des Weiteren verfügt die Bunten Mühle über einen Gastronomiebereich. |                                                                         | 12. Januar 1988   | 35              |
| Hofhaus                                 | Hofhaus                                      | Österwiehe Neuenkirchener Straße 236 Karte             | Vierständerbau mit Ziegelausfachungen auf Natursteinsockel mit Satteldach | bez. 9.12.1757                                                          | 11. Juni 1990     | 36              |
| BW                                      | Hofhaus des Hofes Kleineschallau             | Bornholte Schallauweg 65 Karte                         | Vierständer-Fachwerkhaus auf Bruchsteinsockel | 1696/1852                                                               | 13. Juni 1990     | 37              |
| Bibliothek Verl                         | Bibliothek Verl                              | Verl Hauptstraße 15 Karte                              | Bibliotheksgebäude bestehend aus einem Neubau und einem Altbau. Der in der Fachwerkbauweise errichtete Altbau steht unter Denkmalschutz. |                                                                         | 21. Mai 1991      | 38              |
| weitere Bilder                          | Alte Dorfmühle                               | Verl Am Ölbach Karte                                   | zweigeschossiger Fachwerkbau auf hohem Sockel mit Krüppelwalmdach. Der Mahlbetrieb wurde in den 1980er Jahren aufgrund der Verpachtung an einen Baustoffhändler eingestellt. Das Gebäude und das umliegende Grundstück beherbergen daher seit 2004 ein Unternehmen für Bedarf an Gartenbaustoffen. | 1745                                                                    | 21. Mai 1991      | 39              |
| Hofhaus                                 | Hofhaus                                      | Liemke Oststraße 6 Karte                               | Vierständerbau mit Ziegelausfachungen auf Natursteinsockel mit Satteldach | bez. 8.7.1741                                                           | 31. August 1992   | 40              |
| Wohnhaus mit Wirtschaftsanbau           | Wohnhaus mit Wirtschaftsanbau                | Verl Gütersloher Straße 45 Karte                       | eingeschossiger Putzbau mit Satteldach | ca. 1909                                                                | 21. Mai 1993      | 41              |
| BW                                      | Hofhaus                                      | Verl Hülshorstweg 39 Karte                             | Vierständerbau mit Satteldach | bez. 1800                                                               | 27. Mai 1993      | 42              |
| Wohnhaus                                | Wohnhaus                                     | Verl Hauptstraße 38 Karte                              | zweigeschossiger, unterkellerter Putzbau mit Satteldach |                                                                         | 27. Mai 1993      | 43              |
| Wohnhaus                                | Wohnhaus                                     | Verl Bahnhofstraße 6 Karte                             | zweigeschossiger, unterkellerter Ziegelbau mit Krüppelwalmdach |                                                                         | 27. Mai 1993      | 44              |
| Markuskapelle                           | Markuskapelle                                | Liemke Kapellenweg / Mühlenstraße Karte                | quadratischer Ziegelbau |                                                                         | 27. Mai 1993      | 45              |
| BW                                      | Speicher und Backhaus                        | Bornholte Wapelweg 45 Karte                            | dreigeschossiger Ziegelfachwerkbau auf Natursteinsockel mit Satteldach |                                                                         | 27. Mai 1993      | 46              |
| Ehemalige Vikarie                       | Ehemalige Vikarie                            | Verl Sender Straße 5 Karte                             | Fachwerkgebäude mit Satteldach |                                                                         | 27. Mai 1993      | 47              |
| BW                                      | Wohnhaus                                     | Verl Bielefelder Straße 231 Karte                      | zweigeschossiger, unterkellerter, massiver Ziegelbau mit Satteldach |                                                                         | 27. Mai 1993      | 48              |
| BW                                      | Speicher                                     | Bornholte Lindenstraße 138 Karte                       | zweigeschossiger Fachwerkbau mit Satteldach zwischen Eichenbestand | bez. 1631                                                               | 27. Mai 1993      | 49              |
| Wohnhaus                                | Wohnhaus                                     | Verl Bürmannstraße 10 Karte                            | giebelständiger Fachwerkbau mit Krüppelwalmdach; 1848–1890 Post |                                                                         | 27. Mai 1993      | 50              |
| Sockel                                  | Sockel                                       | Verl Hauptstraße Karte                                 | barockes Sandsteinquaderpodest mit Figur des heiligen Johannes Nepomuk | 1920/1980                                                               | 27. Mai 1993      | 51              |
| BW                                      | Heuerlingshaus                               | Sende Am Ölbach 183 Karte                              | Vierständerbau mit Satteldach | bez. 1797                                                               | 16. Dezember 1993 | 52              |
| Hochkreuz auf dem katholischen Friedhof | Hochkreuz auf dem katholischen Friedhof      | Verl Friedhofsweg Karte                                | |                                                                         | 16. Dezember 1993 | 53              |
| BW                                      | Hofhaus                                      | Verl Feuerbornstraße 31 Karte                          | Fachwerkhaus |                                                                         | 25. Januar 1995   | 55              |
| BW                                      | Bauernhaus / Schafstall                      | Verl Elbrachtsweg Karte                                | Zweiständerbau auf Natursteinsockel / zweischiffiger Fachwerkbau auf hohem Natursteinsockel | ca. 1712                                                                | 2. Mai 1995       | 56              |
| Café Op de Limeke                       | Café Op de Limeke                            | Liemke Holter Straße 163 Karte                         | Vierständerbau mit Ziegelausfachungen auf Natursteinsockel mit Satteldach. Das Gebäude enthält das Café Op de Limeke. | bez. 29.6.1773                                                          | 5. Mai 1995       | 57              |
| Hochkreuz auf dem katholischen Friedhof | Hochkreuz auf dem katholischen Friedhof      | Österwiehe Zum Furlbach Karte                          | Grablege für die Geistlichen der Pfarrei |                                                                         | 8. Mai 1995       | 58              |
| Bildstock                               | Bildstock                                    | Kaunitz Fürst-Wenzel-Platz Karte                       | barocker Bildstock |                                                                         | 8. Mai 1995       | 59              |
| Bauernhaus                              | Bauernhaus                                   | Kaunitz Paderborner Straße 394 Karte                   | Zweiständer-Fachwerkbau mit Ausfachungen aus Lehmstakung und -putz mit Satteldach | um 1700                                                                 | 12. Dezember 1995 | 60              |
|                                         | Bauernhaus                                   | Verl Tilhäger Weg 63                                   | Vierständerbau mit Putzgefachen mit Satteldach | 1850                                                                    | 31. Mai 1996      | 63              |
| BW                                      | Kötterhaus                                   | Sende Mergelweg 26 Karte                               | Zweiständerbau mit Ziegelausfachungen mit Satteldach |                                                                         | 4. Juni 1996      | 64              |
| BW                                      | Bildstock                                    | Verl Hülshorstweg 114 Karte                            | Ziegelbildstock unter drei alten Bäumen | bez. 1879                                                               | 3. Juni 1996      | 65              |
| BW                                      | Wohnhaus                                     | Verl Isselhorster Straße 128 Karte                     | 1½-geschossiger, 6-achsiger Ziegelfachwerkbau mit Satteldach | 1870/1880                                                               | 21. August 1996   | 66              |
| Bauernhaus                              | Bauernhaus                                   | Bornholte Lindenstraße 138 Karte                       | Zweiständer-Längsdeelenhaus mit Satteldach | bez. 1631                                                               | 12. Februar 1998  | 67              |
| BW                                      | Bauernhaus                                   | Bornholte Kiwittsweg 37 Karte                          | Zweiständer-Haus mit Ziegelausfachungen mit Satteldach | bez. 1687                                                               | 13. Januar 2000   | 68              |
| weitere Bilder                          | Katholische Pfarrkirche St. Maria Immaculata | Kaunitz Karte                                          | barocker Kirchbau mit reicher Ausstattung | 1746–1748                                                               | 29. Januar 2004   | 69              |
| Ehemaliger Schafstall                   | Ehemaliger Schafstall                        | Österwiehe Rietberger Landstraße 90 Karte              | Fachwerkgebäude mit Satteldach | 18. Jahrhundert                                                         | 2. Februar 2004   | 70              |
| Seppeler-Kapelle                        | Seppeler-Kapelle                             | Bornholte Schillingsweg Karte                          | Rechteckiger, barocker Brusteinbau mit schieferbedecktem Satteldach und halbrunder, walmbedachter Apsis. Der Eingang besteht aus einem mit profilierten Sandsteinblöcken eingefassten Rundbogenportal und vergitterter, einflügeligen Tür. Im Inneren befindet sich eine originale, hölzerne Pietà-Skulptur aus dem 17. Jahrhundert. | 1745                                                                    | 9. August 2005    | 71              |
| Fachwerkhaus                            | Fachwerkhaus                                 | Verl Bürmannstraße 22 Karte                            | Vierständer-Hallenhaus | 1595/1788                                                               | 22. Dezember 2006 | 72              |
| BW                                      | Wohn- und Wirtschaftsgebäude                 | Bornholte Wöstenweg 20 Karte                           | Zweiständerfachwerkbau mit Backsteinausfachungen | 1642                                                                    | 27. Januar 2016   | 73              |